# تيودور فلورنوي
تيودور فلورنوي هو أستاذ جامعي وعالم نفس سويسري، ولد في 15 أغسطس 1853 في جنيف في سويسرا، وتوفي بنفس المكان في 5 نوفمبر 1920.